# Фотографічний желатин

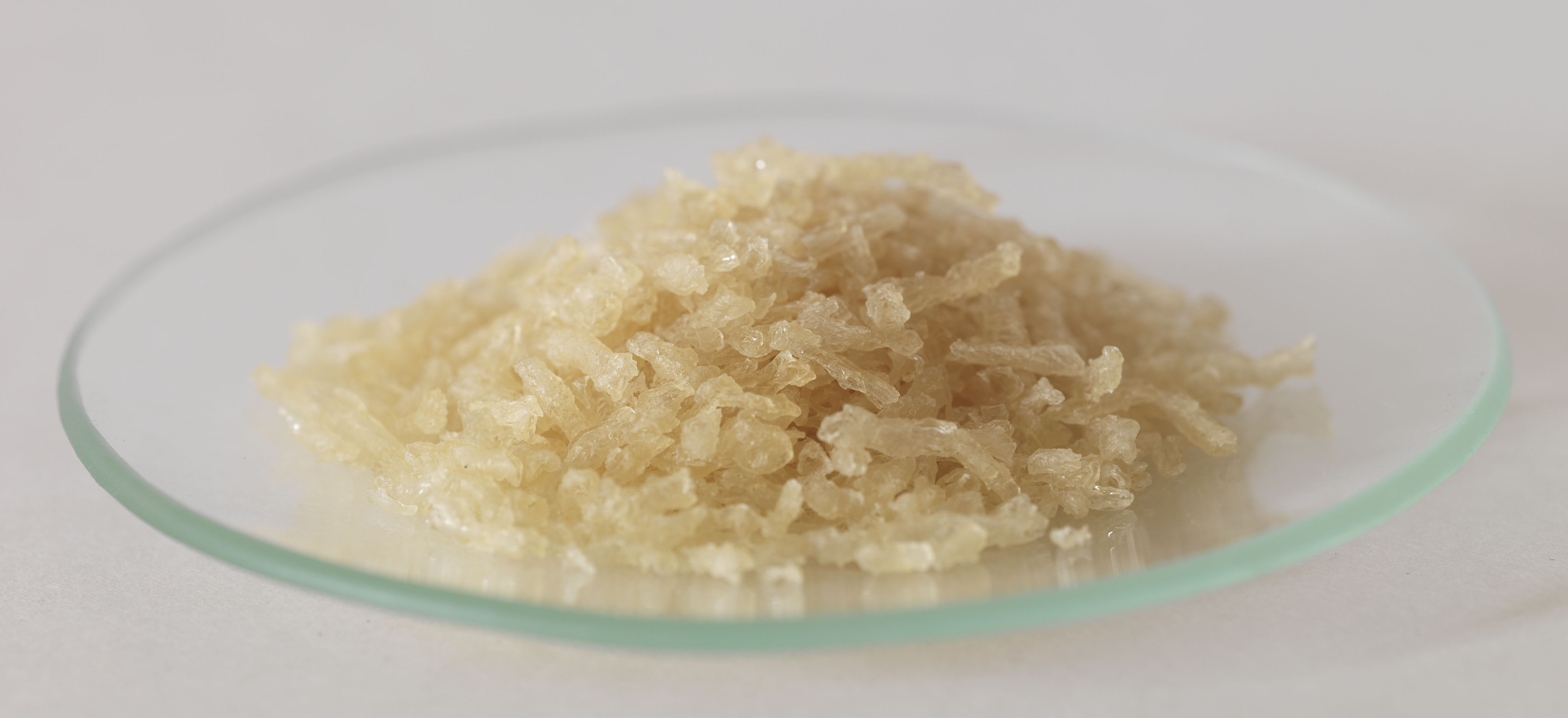
Фотографічний желатин, активний, високов'язкий, марка А

Фотографі́чний желати́н — вищі сорти спеціально обробленого желатину, що використовуються в желатиносрібному фотопроцесі. Один із найважливіших компонентів фотоемульсії, також застосовується для сполучних та захисних покриттів різних фотоматеріалів.
У фотоемульсії виконує три функції: утримання світлочутливого галогеніду срібла у зваженому стані на підкладці фотоматеріалу, ізоляція мікрокристалів галогеніду один від одного під час синтезу фотоемульсії та збільшення світлочутливості завдяки фотографічно активним домішкам. Остання з функцій, яку вважають найважливішою, недоступна жодному з відомих синтетичних полімерів.
Механізм фотографічної активності дуже складний і залежить від багатьох факторів, серед них якість і походження використаної сировини, переважно кісток тварин. За активністю желатин ділять на високоактивний, малоактивний та інертний. Непередбачуваність фотографічної активності желатину призводила до багаторазових спроб замінити його аналогічним синтетичним полімером, які не мали успіху.
Для отримання стабільних властивостей фотоемульсії желатин для неї варять за строгого дотримання технології та складу сировини, але навіть у цьому випадку різні партії можуть значно відрізнятися одна від одної властивостями. Тому желатин, отриманий під час різних варінь, зберігають окремо та комплектують в укрупнені партії.